# إيطالوفيليا

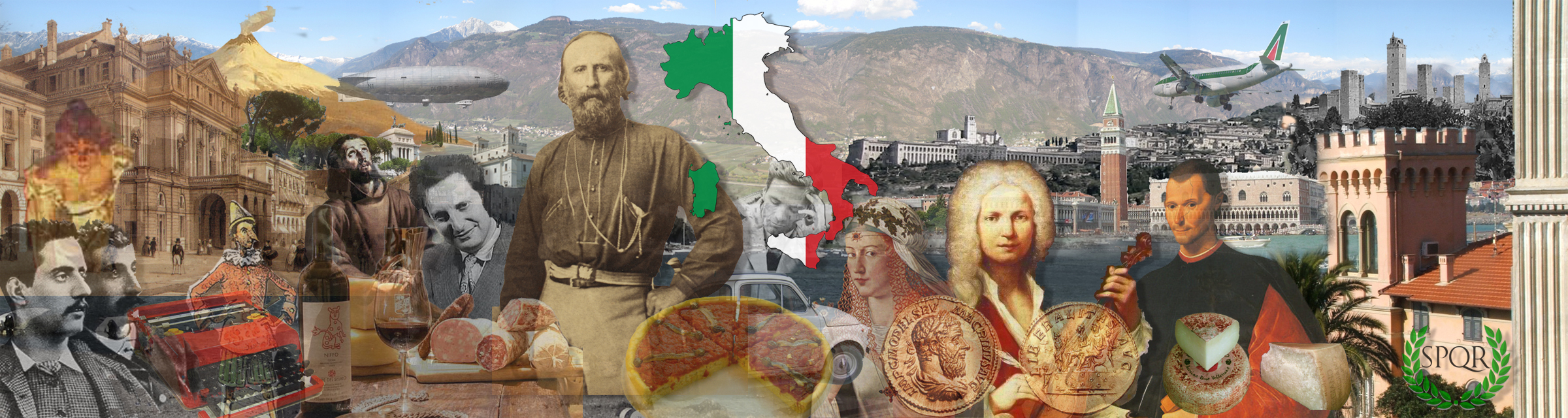
صورة معبرة عن إيطالوفيليا.

إيطالوفيليا (بالإيطالية: Italofilia)‏ هي عشق وحب وتقدير لإيطاليا وثقافتها ومجتمعتها وتطورها. يرجع أصل الكلمة تاريخيًا إلى أنها كانت تستخدم بشكل رئيسي في مجالين: الأول كانت في السياسة الدولية؛ والثانية في الثقافة. وكانت تستخدم بالفعل أيضًا في المنطقة الاقتصادية وفي أنماط الحياة المختلفة.

## الإيطالوفيليا في التاريخ
المدى الذي شكلته الثقافة الإيطالية على الحضارة الغربية، وبالتالي، على حضارة العالم كله، يتم الاعتراف به. وقد قدّر العديد هذا التراث لقرون عديدة، وإلى يومنا هذا.
بعض الإيطالوفيليين الأكثر شهرة في التاريخ هم ويليام شكسبير، توماس جيفرسون، بنجامين فرانكلين، فرانسوا الأول ملك فرنسا، كاترين الثانية، غوته، جون روسكين واللورد بايرون. وفي القرنين الماضيين الملكة فيكتوريا، نابليون، سيمون بوليفار، فرانسيسكو فرانكو، وقد أظهر خوان بيرون والسياسيين الآخرين شكلًا من أشكال إيطالوفيليا.

## العصر الروماني
كانت روما مركزًا لإمبراطورية امتدت عبر شريحة واسعة من العالم المعروف آنذاك، وأصبحت فيما بعد مركزًا للإيمان المسيحي. تم نقل أسس الحضارة الرومانية إلى معظم أنحاء أوروبا وحوض البحر الأبيض المتوسط والشرق الأدنى في شكل القانون، والهندسة المعمارية، والهندسة، والطرق، وقنوات المياه، والحمامات العامة، والمرافق الصحية، والتجارة، والأدب، والفن، والمكتبات والمستشفيات والزراعة. وقد تمكن السكان في المحافظات المختلفة الحصول على المواطنة الرومانية، والوصول إلى مجلس الشيوخ، وحتى لمرتبة الإمبراطور الروماني. تلقت المحافظات الرومانية الكثير من الاستفادة من الحضارة الرومانية، وأصبح اللغة اللاتينية مهيمنة إلى درجة كبيرة.
ويقول ونستون تشرشل:
| إيطالوفيليا | منذ ما يقرب من 300 عامًا حظي سكان بريطانيا وبالتوفيق مع النظام الروماني، في كثير من النواحي الأوقات الأسعد، والأكثر راحة، والأكثر استنارة. | إيطالوفيليا |

كان ينظر إلى الدين المسيحي في روما القديمة كعقيدة متعارضة مع المعتقدات الدينية والسياسية السائدة، وبالتالي، تم قمعها. اضطهدّ العديد من المسيحيين في روما وغيرها من نواحي الإمبراطورية. بعد تحول الإمبراطور قسطنطين الأول إلى الديانة المسيحية في سنة 312 ميلادية، ازدهرت المسيحية، وأصبحت جزءًا لا يتجزأ من الحياة الرومانية. الكنيسة الرومانية الكاثوليكية، برزت وتجذرت في روما والكثير من الإمبراطورية الرومانية. اعتمدت الكنيسة كثير من العادات والأشكال الشائعة في مرحلة ما قبل المسيحية في روما الدينية، مثل الأثواب الدينية، واستخدام البخور والماء المقدس في التنقيات، وحرق الشموع أمام المذبح، وتبجيل القديسين، والهندسة المعمارية للكاتدرائية، والقانون الروماني كأساس للقانون الكنسي، واستخدام اللغة اللاتينية كلغة طقسيّة.
بعد سقوط الإمبراطورية الرومانية، وفرت شبكتها الواسعة الحكومية هيكلًا للحكم الكنسي للكنيسة. فكان الأساقفة، بدلاً من الولاة الرومان وأصبحوا مصدر النظام ومقر السلطة. وأصبحت الكنيسة الرومانية الكاثوليكية خلفًا للإمبراطورية الرومانية. كان كل من الكنيسة والبابا قوى الإستقرار في أوروبا في القرون التي تلت ذلك. على حد تعبير المؤرخ ويل ديورانت (في كتابه قيصر والمسيح، قصة الحضارة):
| إيطالوفيليا | توفيت روما عقب ولادة الكنيسة؛ نضجت الكنيسة مع وراثتها وقبولها لمسؤوليات روما. | إيطالوفيليا |

من وحي التراث الثقافي الروماني في الأدب والعمارة والنحت تم إنجاز العديد من الانجازات في العصور الوسطى وعصر النهضة في إيطاليا وبقية أوروبا. وكانت أعمال الشعراء والمؤلفين والمؤرخين، مثل أوفيد، هوراس، كاتولوس، شيشرون، فيرجيل، يفي وتاسيتوس ذات تأثير بعيد المدى على العالم الغربي.
إرث روما هو واضح في العالم الغربي، وأماكن أخرى، بطرق عديدة، يتمثل في:
- الأبجدية الرومانية
- الأرقام الرومانية
- أسماء الكواكب
- أسماء أشهر
- أسماء أيام الأسبوع (في البلدان الناطقة باللغات الرومانسية)
- التقويم اليولياني (التي أستخدم لما يقرب من 1500 سنة)
- أنظمة الحكم والقانون استنادًا إلى النموذج الروماني
- اللغات اللاتينية المشتقة في إيطاليا وفرنسا وإسبانيا والبرتغال ورومانيا
- اللغات المتأثر تأثرًا كبيرًا في اللغة اللاتينية، مثل اللغة الإنجليزية (حوالي 55% من اللغة مستنادة على اللاتينية)
- القوس الروماني
- التقنيات المستخدمة في بناء الطرق والجسور والقنوات المائية، الجسور، الخ
- استخدام الخرسانة كمادة بناء
- الملعب
- ثقافات صنع النبيذ في إيطاليا وفرنسا وإسبانيا والبرتغال والنمسا وجنوب ألمانيا
- إنشاء الكيانات السياسية والإدارية ("إيطاليا"، "هيسبانيا"، "بريتانيا"، الخ ...)